# Orthostichidium perpinnatum
Orthostichidium perpinnatum là một loài Rêu trong họ Pterobryaceae. Loài này được (Broth.) Dusén miêu tả khoa học đầu tiên năm 1895.